# استان مارتونی
استان مارتونی (به ارمنی: Մարտունու շրջան) نام یکی از هشت استان جمهوری آرتساخ است. 

## جغرافیا
استان مارتونی ۹۵۱٫۲۰ کیلومتر مربع مساحت و ۲۳۱۵۷ نفر جمعیت دارد  واقع شده‌است.